# Aimia (Unternehmen)
Aimia Inc., früher Groupe Aeroplan, ist ein kanadisches Unternehmen mit Sitz in Montreal.

## Unternehmen
Das Unternehmen beschäftigt 4.000 Angestellte in 20 Ländern und ist öffentlich gelistet an der Toronto Stock Exchange. Das Unternehmen führt einige Kundenbindungsprogramme, darunter Aeroplan in Kanada sowie Nectar in Italien und im Vereinigten Königreich.

## Geschichte

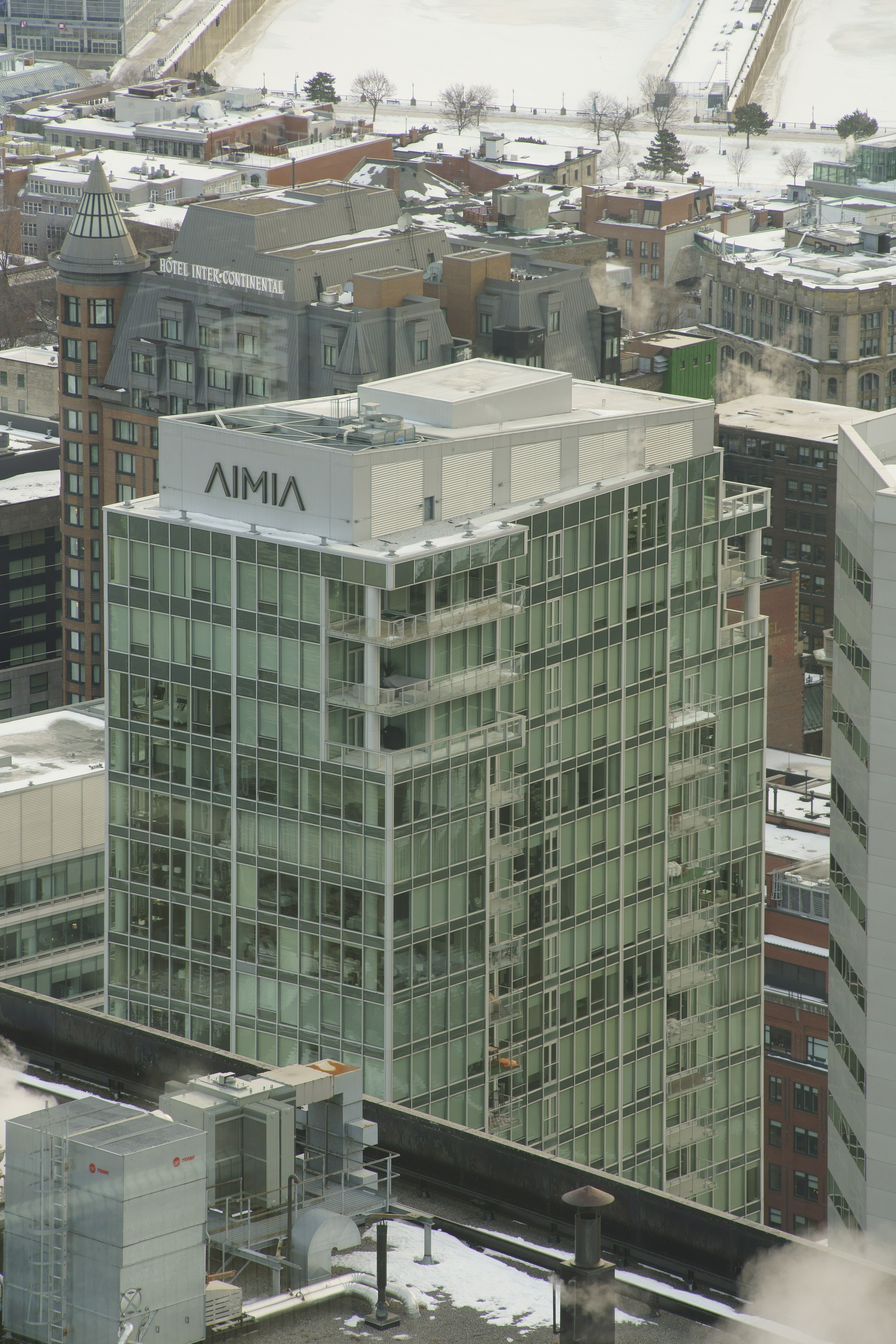
Der Sitz in Montreal, Kanada

Im Jahr 1984 gründete Air Canada ihr Vielfliegerprogramm unter dem Namen Aeroplan. In den späten 1990er-Jahren trennte sich die Fluggesellschaft von ihrem Vielfliegerprogramm und spaltete es in ein eigenständiges Unternehmen ab. Im Jahr 2002 war Aeroplan schließlich getrennt von Air Canada. Das war der erste Schritt zum neuen Unternehmen. Das Unternehmen diversifizierte in der Folge.
Im Jahr 2008 wurde die Aeroplan zu Groupe Aeroplan umbenannt.
2010 lancierte Groupe Aeroplan in Italien Nectar Italia.
Im Jahr 2011 wurde die Groupe Aeroplan zu Aimia umbenannt.